# ليندا هاريسون
ليندا هاريسون (بالإنجليزية: Linda Harrison)‏ (و. 1945 – م) هي ممثلة، وعارضة، وممثلة تلفزيونية، من الولايات المتحدة الأمريكية، ولدت في برلين.

## وصلات خارجية
- ليندا هاريسون على موقع IMDb (الإنجليزية)
- ليندا هاريسون على موقع ميوزك برينز (الإنجليزية)
- ليندا هاريسون على موقع أول موفي (الإنجليزية)
- ليندا هاريسون على موقع قاعدة بيانات الأفلام السويدية (السويدية)
- ليندا هاريسون على موقع قاعدة بيانات الفيلم (الإنجليزية)

ليندا هاريسون في قاعدة بيانات الأفلام على الإنترنت